# Pięciu mężów pani Lizy
Pięciu mężów pani Lizy (ang. What a Way to Go!) – amerykańska komedia romantyczna z 1964 roku w reżyserii J. Lee Thompsona. Zdjęcia kręcono w Los Angeles.

## Fabuła
Louisa May Foster jest młodą, romantyczną kobietą, która chce wychodzić za mąż z miłości, a nie dla pieniędzy. Jednakże twierdzi, że jest ofiarą klątwy, gdyż jest skłonna do ożenków z biedakami z miłości, wtedy przestaje być zaniedbywaną żoną i w rezultacie zostaje bogatą wdową, ponieważ jej mężowie umierają z powodu chciwości. By udowodnić swoją rację, jej czterech mężów umiera po osiągnięciu bogactwa.

W początkowej, przypominającej sen scenie filmu różowa trumna jest znoszona w dół z różowych schodów różowego pałacu. W trumnie Louisa w stroju żałobnym.

Kobieta chce oddać urzędowi skarbowemu ponad 200 mln dolarów, ale urzędnik uważa to za primaaprilisowy żart. Dlatego kobieta trafia do psychiatry dr Stephansona, któremu opowiada historię swojego życia.

## Główne role
- Shirley MacLaine – Louisa May Foster,
- Paul Newman – Larry Flint,
- Robert Mitchum – Rod Anderson, Jr.,
- Dean Martin – Leonard Lennie Crawley,
- Gene Kelly – Pinky Benson,
- Robert Cummings – Dr Victor Stephanson,
- Dick Van Dyke – Edgar Hopper,
- Reginald Gardiner – Malarz,
- Margaret Dumont – Pani Foster,
- Lou Nova – Trentino,
- Fifi D'Orsay – Baronowa,
- Maurice Marsac – Rene,
- Wally Vernon – Agent,
- Jane Wald – Polly.

## Nagrody i nominacje
37. ceremonia wręczenia Oscarów:
- Najlepsza scenografia i dekoracje wnętrz – film kolorowy – Jack Martin Smith, Ted Haworth, Walter M. Scott, Stuart A. Reiss (nominacja);
- Najlepsze kostiumy - film kolorowy – Edith Head, Moss Mabry (nominacja).

Nagrody BAFTA 1964:
- Najlepsza aktorka zagraniczna – Shirley MacLaine (nominacja).